# Jamba (środek płatniczy)

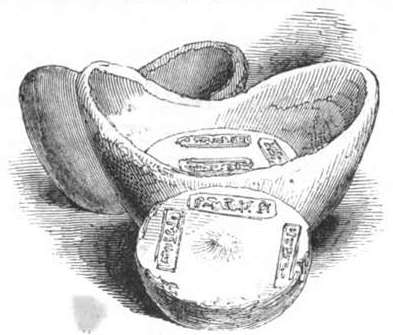
Srebrne jamby.

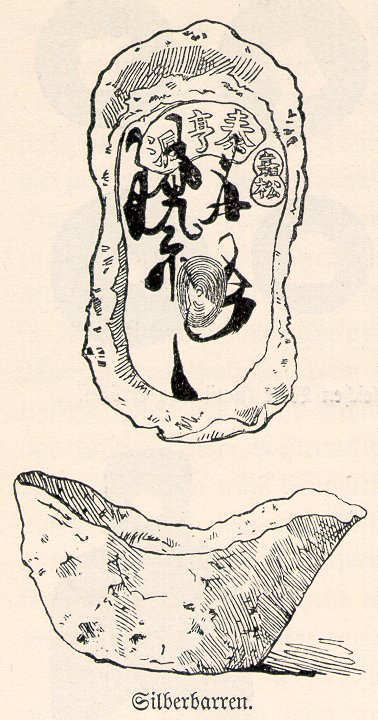
Rycina przedstawiająca jambę z dwóch stron.

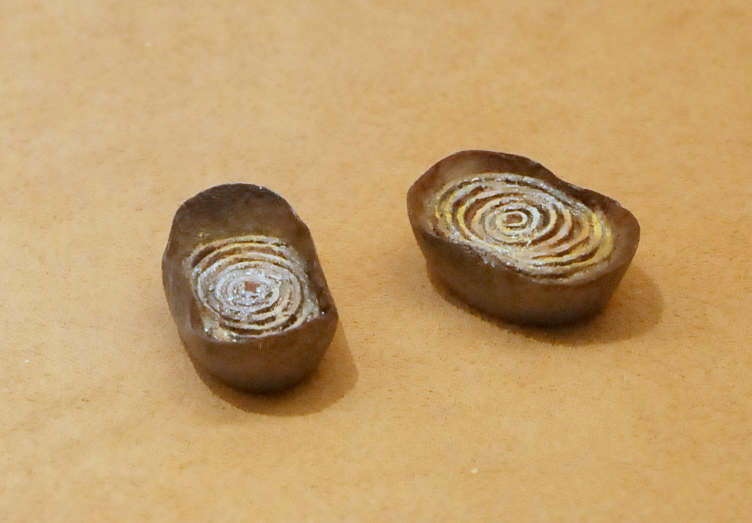
Srebrne jamby.

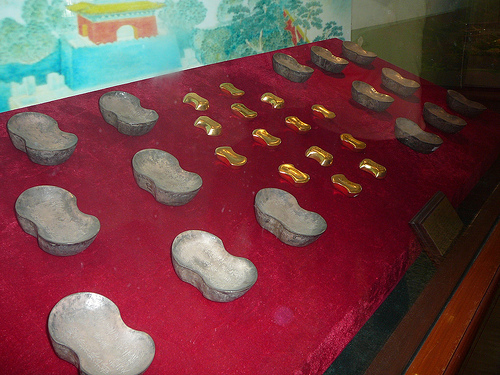
Złote jamby obok form odlewniczych.

Jamba – sztaba srebra lub złota wykorzystywana w cesarstwie chińskim jako środek płatniczy od czasów dynastii Qin aż do upadku dynastii Qing na początku XX wieku. Odlewaniem jamb nie zajmowały się wbrew pozorom banki centralne ani mennice, a niezależni złotnicy. Jako że powstawały na potrzeby rynków lokalnych, często różniły się od siebie kształtem czy bogactwem zdobień. Najczęściej spotykane były jamby kwadratowe lub owalne, ale zdarzały się także przypominające kształtem łodzie, kwiaty albo żółwie. O ich wartości decydowali doświadczeni waluciarze, którzy, tak jak w przypadku innych monet, oceniali próbę kruszcu, mierzyli masę jamby w taelach, by ostatecznie stwierdzić, ile jest warta w walucie.
Dziś złote jamby uznawane są za symbol statusu i dobrobytu. Często wykorzystywane są podczas świętowania chińskiego Nowego Roku. Papierowe atrapy jamb pali się razem z „piekielnymi pieniędzmi”, by złożyć ofiarę przodkom z okazji Qingmingjie oraz Święta Duchów.

## Nazwa
Polska nazwa używana jest od co najmniej XIX wieku. Może pochodzić od rosyjskiego wyrazu ямба (jamba), który wykształcił się z mandaryńskiego 元寶 (yuánbǎo). Rdzenne określenie tłumaczyć można jako „pierwotny/początkowy/główny skarb”. Podczas rządów dynastii Tang na monetach bito napis 開元通寶 (kāiyuán tōng bǎo), czyli „znajdujący się w obiegu skarb z inauguracji nowej ery”, co później skrócono do obecnej formy. Zaczęto nazywać tak również środki płatnicze nieprzypominające monet. Sztabki określano także nazwami 鋌 (dìng) oraz 銀鋌 (yíndìng).
W języku angielskim używane jest określenie sycee będące próbą transkrypcji kantońskiej wymowy znaków 細絲 (sai3 si1) oznaczających „cienki jedwab”. Etymologię taką uzasadniać może jedwabisty połysk wysokiej jakości srebra lub wiara w to, że z czystego złota lub srebra da się uprząść delikatną nić. W XIX-wiecznej literaturze anglojęzycznej dotyczącej Sinciangu i handlu tej prowincji z Indiami Brytyjskimi występują także nazwy yamboo i yambu.

## Historia
Jamb zaczęto używać już w czasach dynastii Qin (III w. p.n.e.). Choć podczas rządów zachodniej dynastii Han (206 r. p.n.e. – 9 r. n.e.) najpowszechniej stosowaną walutą były monety wykonane z brązu, do szczególnie ważnych transakcji służyły cenne sztabki złota w kształcie końskiego kopyta (馬蹄金). Za panowania dynastii Tang (618–907) wprowadzono bimetalizm oparty na srebrnych i miedzianych monetach. Jedna srebrna moneta była równowarta stu miedzianym.
W IX wieku zaczęto emitować w Chinach pieniądze papierowe i obligacje, jednak w wyniku drastycznych wahań podaży pieniądza i kursów wymiany na rynkach lokalnych, gwałtownych zmian wartości srebra i miedzi, fałszerstwa monet, inflacji oraz niepewności politycznej spowodowanej ciągłymi zmianami rządów kupcy aż do powstania Republiki Chińskiej nosili przy sobie wagę i płatności dokonywali w srebrze. Tael do obalenia dynastii Qing pozostawał podstawowym środkiem płatniczym opartego na srebrze systemu, a jamb dalej używano do ważniejszych interesów.
Gdy pod koniec XVI wieku na rynek chiński trafiły srebrne monety z zagranicy, traktowano je podobnie jak jamby i w ten sam sposób oznaczano pieczęcią.

## Współcześnie

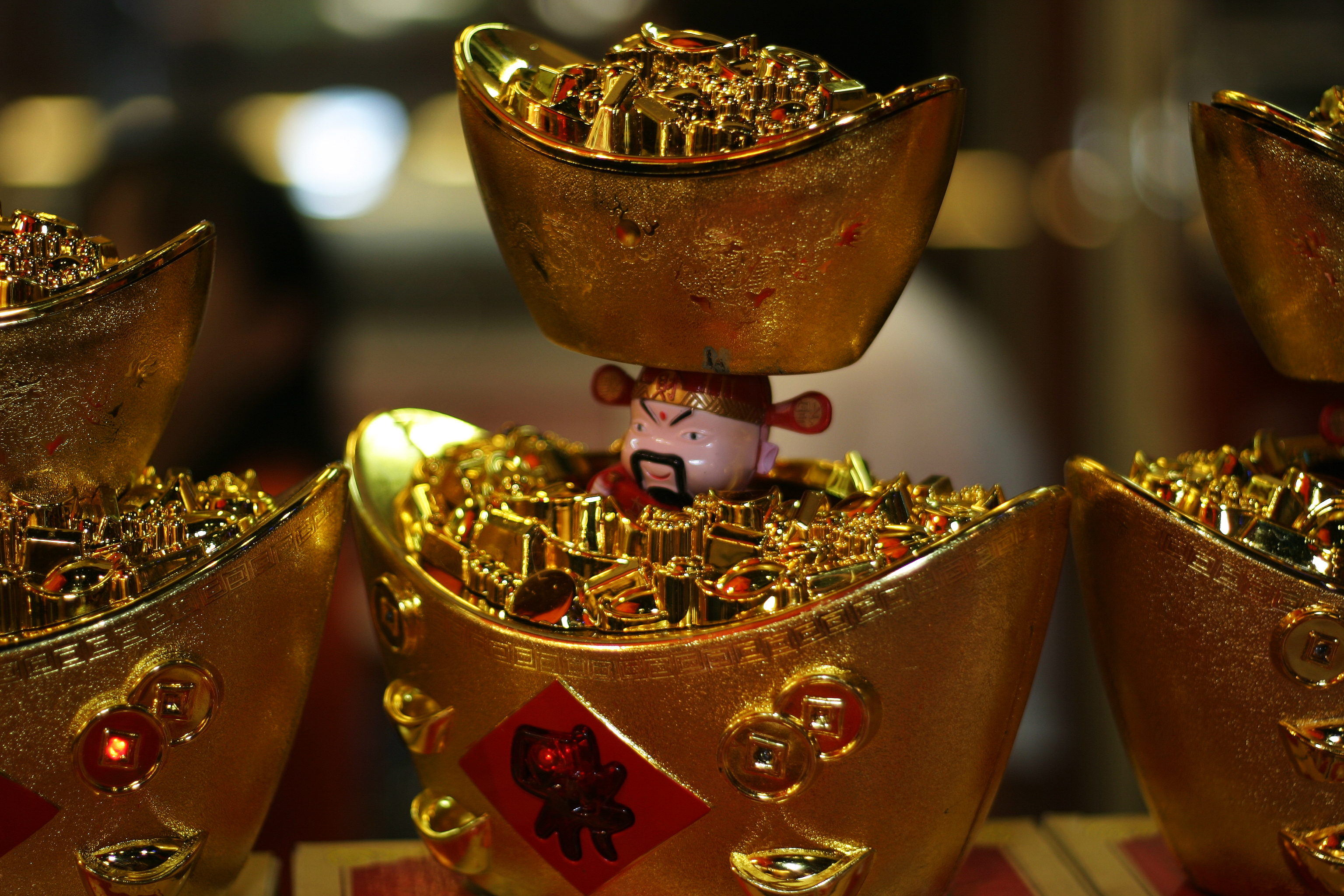
Ozdoba w kształcie jamby przygotowana na chiński Nowy Rok.
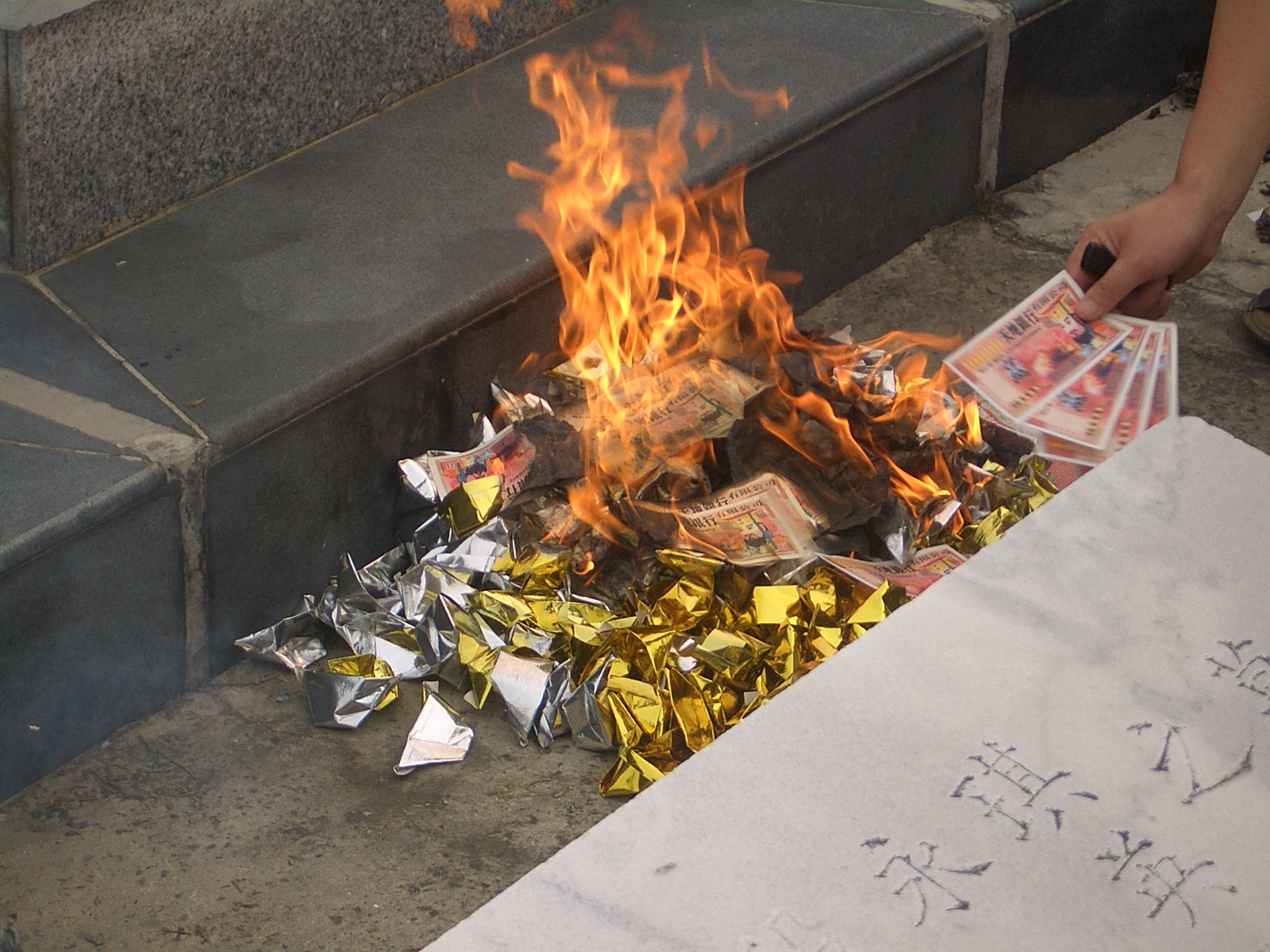
Palenie papierowych „jamb” podczas Święta Duchów
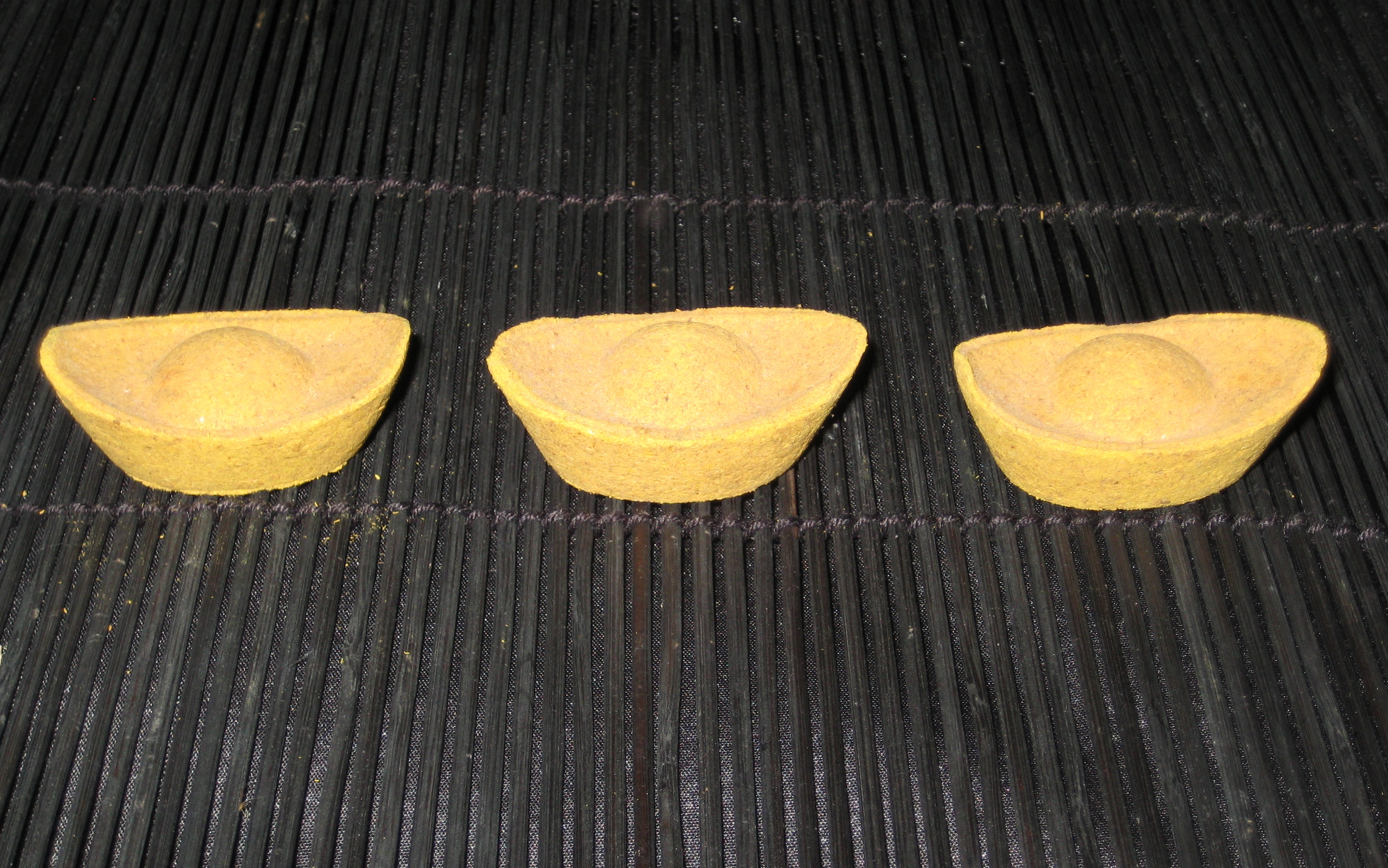
Kadzidła w kształcie jamb używane w feng shui.

Dziś imitacje złotych jamb są dla Chińczyków symbolem dobrobytu. Stanowią częsty element noworocznych dekoracji, gdzie symbolizują szczęście w nadchodzącym roku. Wciąż odlewa się ich reprodukcje i modele pamiątkowe jako przedmioty kolekcjonerskie.
Produkowane są także papierowe jamby, które spalić można podczas uroczystości poświęconym przodkom razem z „piekielnym pieniędzmi”.
Pomimo zmiany waluty po rewolucji republikańskiej zachowały się w slangu kantońskim terminy odnoszące się do dawnych jednostek monetarnych opartych na srebrze. Funkcjonują wyrazy, takie jak: 七分二 (chat fan yi), czyli „siedem kandarynów, dwa kesze”, albo 三分六 (saam fan luk), czyli „trzy kandaryny, sześć keszów”.

## Warte uwagi egzemplarze
- 17 listopada 2015 roku agencja Xinhua poinformowała o odnalezieniu złotych monet w grobowcu Liu He w Nanchang[16][17]. Grobowiec badano od 2011 roku[18][19]. Wśród odkopanych artefaktów wymienić można 25 złotych kopyt (rodzaj jamby) ważących od 40 do 250 gramów, a także 50 pokaźnych złotych monet ważących około 250 gramów. Znaleziska umieszczone były w trzech różnych pojemnikach znajdujących się pod łóżkiem w głównej komnacie grobowca. Według Yanga Juna, kierownika wykopalisk, znalezione artefakty to prezenty podarowane markizowi Haihun przez cesarza Hana Xuandiego.
- 24 września 2015 roku poinformowano o odnalezieniu przez Instytut Badań Archeologicznych Miasta Jinan stosu keszów podczas prac wykopaliskowych na cmentarzu Zhaojiazhuang  w prowincji Szantung. Kesze wybito podczas dynastii Song, Tang i Qing, ostatnie z nich w czasie rządów cesarza Xianfenga. Grobowiec M1 zawierał także srebrne jamby z okresu dynastii Jin[20].
- W marcu 2017 roku na dnie rzeki Min Jiang w mieście Meishan odkryto imponującą liczbę artefaktów, w tym ponad 10 000 złotych i srebrnych przedmiotów[21][22]. Wśród znalezisk są jamby, a także unikatowa moneta z napisem 西王賞功 (xī wáng shǎng gōng) wybita przez Zhanga Xianzhonga[23].